# Puccinia nuda
Puccinia nuda ist eine Ständerpilzart aus der Ordnung der Rostpilze (Pucciniales). Der Pilz ist ein Endoparasit der Korbblütlergattungen Calcadenia, Madia, Lagophylla und Hemizonia. Symptome des Befalls durch die Art sind Rostflecken und Pusteln auf den Blattoberflächen der Wirtspflanzen. Sie kommt in weiten Teilen Amerikas vor.

## Merkmale

### Makroskopische Merkmale
Puccinia nuda ist mit bloßem Auge nur anhand der auf der Oberfläche des Wirtes hervortretenden Sporenlager zu erkennen. Sie wachsen in Nestern, die als gelbliche bis braune Flecken und Pusteln auf den Blattoberflächen erscheinen.

### Mikroskopische Merkmale
Das Myzel von Puccinia nuda wächst wie bei allen Puccinia-Arten interzellulär und bildet Saugfäden, die in das Speichergewebe des Wirtes wachsen. Ihre Spermogonien und Aecien sind unbekannt. Die beidseitig auf den Wirtsblättern wachsenden Uredien des Pilzes sind zimtbraun. Ihre goldbraunen Uredosporen sind 25–30 × 25–28 µm groß, zumeist kugelig und stachelwarzig. Die beidseitig wachsenden Telien der Art sind schwarzbraun, kompakt und unbedeckt. Die tief goldenen bis kastanienbraunen Teliosporen sind zweizellig, in der Regel eiförmig bis ellipsoid und 40–50 × 22–28 µm groß. Ihre Stiele sind farblos und bis zu 100 µm lang.

## Verbreitung
Das bekannte Verbreitungsgebiet von Puccinia nuda reicht von Südamerika bis an die US-Pazifikküste.

## Ökologie
Die Wirtspflanze von Puccinia nuda sind verschiedene Calcadenia-, Madia-, Lagophylla- und Hemizonia-Arten. Der Pilz ernährt sich von den im Speichergewebe der Pflanzen vorhandenen Nährstoffen, seine Sporenlager brechen später durch die Blattoberfläche und setzen Sporen frei. Die Art durchläuft einen Entwicklungszyklus, von dem bislang nur Telien und Uredien sowie deren Wirt bekannt sind; Spermogonien und Aecien konnten ihr nicht zugewiesen werden.